# Bernhard von Süßmilch

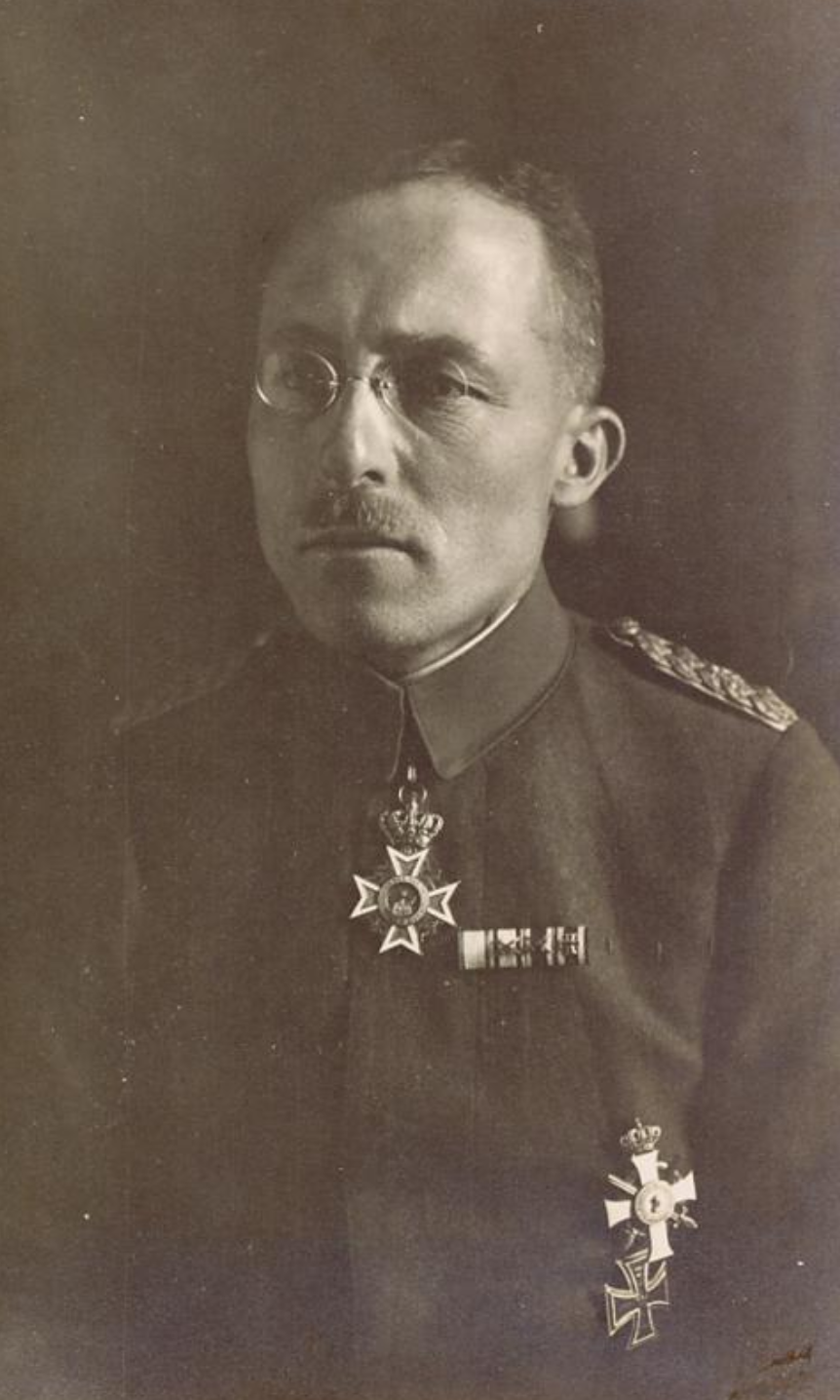
Bernhard von Süßmilch

Friedrich Leberecht Moritz Bernhard von Süßmilch genannt Höring (* 6. September 1867 in Dresden; † 16. Februar 1923) war ein sächsischer Offizier und Kommandeur des Militär-St.-Heinrichs-Ordens.

## Leben
Bernhard stammt aus einer adligen Familie, deren Diplom zur Erhebung in den Reichsadelsstand aus dem Jahr 1776 stammt, die Erhebung in den polnischen Adel erfolgte 1775. Der Beiname stammt von der 1760 erloschenen schlesischen Reichsadelsfamilie von Hörnig. Er war Sohn des sächsischen Oberst und Nestor der Kartografie Sachsens, Moritz von Süßmilch. Er verlobte sich 1906 in Neustädtel mit Felicie von Trebra-Lindenau.

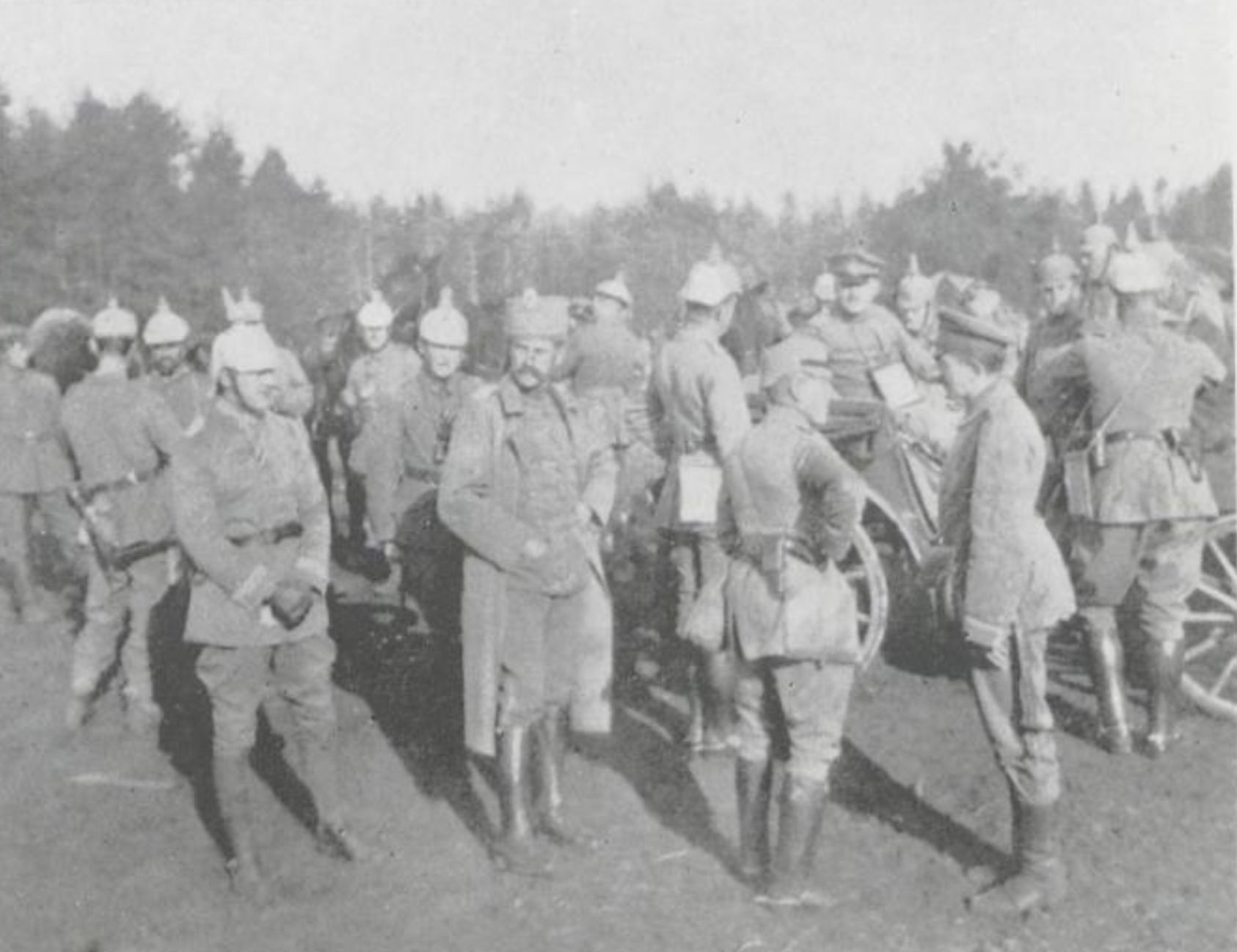
Bernhard von Süßmilch, 1915

Er besuchte das Gymnasium in Bautzen und verließ im Ostern 1883 die Bildungseinrichtung um als Kadett in den Kadettenkorps der sächsischen Armee einzutreten. Er wurde über mehrere Jahre erzogen und am 28. Dezember 1886 dem 1. Königlich Sächsischen Leib-Grenadier-Regiment Nr. 100 übergeben. Am 27. September 1887 avancierte er zum Leutnant und durchlief in den folgenden Jahren eine typische militärische Laufbahn. In weiteren Jahren stieg er am 18. September 1893 zum Oberleutnant auf und wurde 1896 bis 1898 zur Korps-Intendantur abkommandiert. Am 26. März 1899 wurde er á la suite seines Regiments gestellt und als Intendantur-Assessor bei der Korps-Intendantur des XII. (I. Königlich Sächsisches) Armee-Korps angestellt. In dieser Eigenschaft erfolgte am 29. März 1900 seine Beförderung zum Hauptmann, sowie am 17. Mai des Jahres die zum Intendanturrat. Er kehrte am 22. März 1901 in den Truppendienst zurück und wurde Kompaniechef beim Grenadier-Regiment „Kaiser Wilhelm, König von Preußen“ (2. Königlich Sächsisches) Nr. 101.
Am 16. April 1907 wurde er in die II. Armee-Verwaltungs-Abteilung im sächsischen Kriegsministerium versetzt, wobei er noch am 21. September 1907 zum Major ohne Patent ernannt wurde. Das Patent erhielt er am 11. Juli 1910, wobei er 1913 als Bataillonskommandeur des I. Bataillons im 15. Königlich Sächsischen Infanterie-Regiment Nr. 181 unter Oberst Max Morgenstern-Döring in den Truppendienst zurückkehrte. Im August 1913 wurde er zum Rechtsritter des Johanniterordens geschlagen. Er rückte nach Ausbruch des Ersten Weltkrieges mit seinem Bataillon an die Westfront und nahm u. a. an der Erstürmung des „Tors von Douai“ der Festung Lille teil, wo sein Bataillon sich auch bei der anschließenden Besatzung der Stadt erfolgreich auszeichnete. Für seine anschließenden Verdienste bei der Entwaffnung wurde er am 15. Oktober 1914 mit dem Ritterkreuz des Militär-St.-Heinrichs-Ordens ausgezeichnet. Im September 1914 wurde ihm schon das Eiserne Kreuz verliehen. Er wurde am 1. Juli 1915 zum Oberstleutnant befördert. Er wurde schon einen Monat später Regimentskommandeur des Königlich-Sächsischen Landwehr-Infanterie-Regiment Nr. 107 an der Ostfront, die er vom mit der Führung beauftragten Major Paul Oppermann übernahm. Am 8. Februar 1916 wurde er als Nachfolger von Max Einert Regimentskommandeur des 11. Königlich Sächsischen Infanterie-Regiment Nr. 139. Er kommandierte das Regiment durch die Schlacht an der Somme und führte es nachfolgend beim Wytschaete-Bogen. Nachfolgend kämpfte er mehrere Wochen mit seinem Regiment bei der Flandernschlacht im Abschnitt Zandvoorde und konnte mehrere englische Angriffe abwehren. Am 26. Oktober 1917 allein konnte er vier Angriffe abwehren und wurde für seine erneuten Verdienste am 2. Dezember 1917 mit dem Kommandeurkreuz II. Klasse des Militär-St.-Heinrichs-Ordens ausgezeichnet. Am 23. März 1918 gab er das Regiment an Artur Demmering ab, nachdem er bei Kampfhandlungen im Park von Velu verwundet wurde und auf einem Auge erblindete. Bis zu seiner Verabschiedung im Herbst 1918 diente er noch bei verschiedenen stellvertretenden Behörden.
Nach Kriegsende machte er sich noch Verdienste bei der Gründung des Deutschen Offiziersbundes. 1923 erlangte noch einmal Bekanntheit durch Verkauf einiger seiner wertvollen Erbstücke, welche er der Ruhrhilfe zukommen ließ.